# Château La Grace Dieu Des Prieurs
Chateau La Grace Dieu des Prieurs — французское винодельческое хозяйство, расположенное в регионе Сент-Эмильон (Бордо). Основанное в 1885 году, в 2013 году было приобретено российским миллиардером, президентом Федерации шахмат Росси и владельцем фонда Art Russe Андреем Филатовым.
Вина под лейблом Art Russe выпускаются с 2014 года. Для розлива используются не классические бордосские бутылки, а бутыли, дающие больше места для этикетки. Филатов (в личном собрании которого около 400 произведений русского изобразительного искусства преимущественно советского периода), размещает на этикетках репродукции работ русских и советских художников и скульпторов.
Площадь виноградников — 8.5 га, 85 % посадок — сорт мерло, 15 % — каберне-фран. Поместье производит 33 тысячи бутылок ежегодно. 